# 帕拉戴斯派恩斯 (加利福尼亞州)
帕拉代斯派恩斯（英語：Paradise Pines）是位於美國加利福尼亞州比尤特縣的一個非建制地區。該地的面積和人口皆未知。

## 地理
帕拉代斯派恩斯的座標為39°49′49″N 121°35′46″W / 39.83028°N 121.59611°W，而該地的平均海拔高度為745米（即2444英尺）。